# Back in Control
Back in Control – studyjny album zespołu Puissance, wydany w 1998 roku. Wydawcą była wytwórnia Cold Meat Industry. Płyta była dwukrotnie wydawana. Wydanie pierwotne z 1998 roku limitowane było do 2000 sztuk i zarejestrowane zostało w studiu Octimonos. Wygląd wkładki powtórnie zaprojektowali Roger Karmanik i Puissance. Za wokal odpowiedzialny był Fredrik Söderlund. Wznowienie pierwszego wydania albumu w winylowym formacie nastąpiło w 2001, dzięki staraniu wytwórni Svartvintras Productions. Okładka miała przeprojektowaną szatę graficzną. W odróżnieniu od wersji pierwotnej dodano utwór „Evolution”. Reedycja ograniczona była do 345 sztuk.

## Lista utworów
Lista przedstawiona została w oparciu o wznowione wydanie z 2001 roku. 
1. „Actinium” – 5:12
2. „Evolution”  5:12
3. „Love Incinerate” – 5:14
4. „Bloodwed” – 4:53
5. „Command and Conquer” – 5:23
6. „Artificial Sun” – 4:59
7. „Stagnate and Perish (Resculptured)” – 4:26
8. „Totalitarian Hearts” – 4:41
9. „Evolution” – 3:29